# Derek Paravicini
Pour les articles homonymes, voir Paravicini.
Derek Paravicini, né le 26 juillet 1979 à Reading, est un pianiste britannique,.

## Biographie
Derek Paravicini est autiste et est né aveugle. Doté de l'oreille absolue, il est capable de jouer de mémoire tout le répertoire qu'il a appris.
En 1989, à l'âge de neuf ans, Paravicini a son premier grand concert public au Barbican Hall de Londres où il joue avec le Royal Philharmonic Pops Orchestra. Cette année-là, il apparait dans le talk show britannique "Wogan" et devient le sujet principal d'un documentaire intitulé "Musical Savants".
Lorsqu'il est plus âgé, Diana, princesse de Galles lui décerne un Barnardo's Children's Champion Award pour ses performances à sept et neuf ans. D'autres opportunités suivent, dont notamment son interprétation très remarquée au club de jazz londonien Ronnie Scott's.
Le premier album de Paravicini, Echoes of the Sounds to Be, sort le 27 septembre 2006. Sa biographie officielle, In the Key of Genius d'Adam Ockelford (en), a été publiée au Royaume-Uni par les éditions Hutchinson  (ISBN 978-0091796129) le 3 mai 2007.

## Famille
Derek Paravicini est le fils du capitaine Nicolas Paravicini et de Mary Ann Parker Bowles.
Il est le neveu d'Andrew Parker Bowles et de sa première épouse, la reine consort Camilla du Royaume-Uni (le temps de leur mariage). Il est également l'arrière-petit-fils de l'écrivain William Somerset Maugham et l'arrière-arrière-petit-fils du philanthrope Thomas Barnardo.